# Tufa calcária

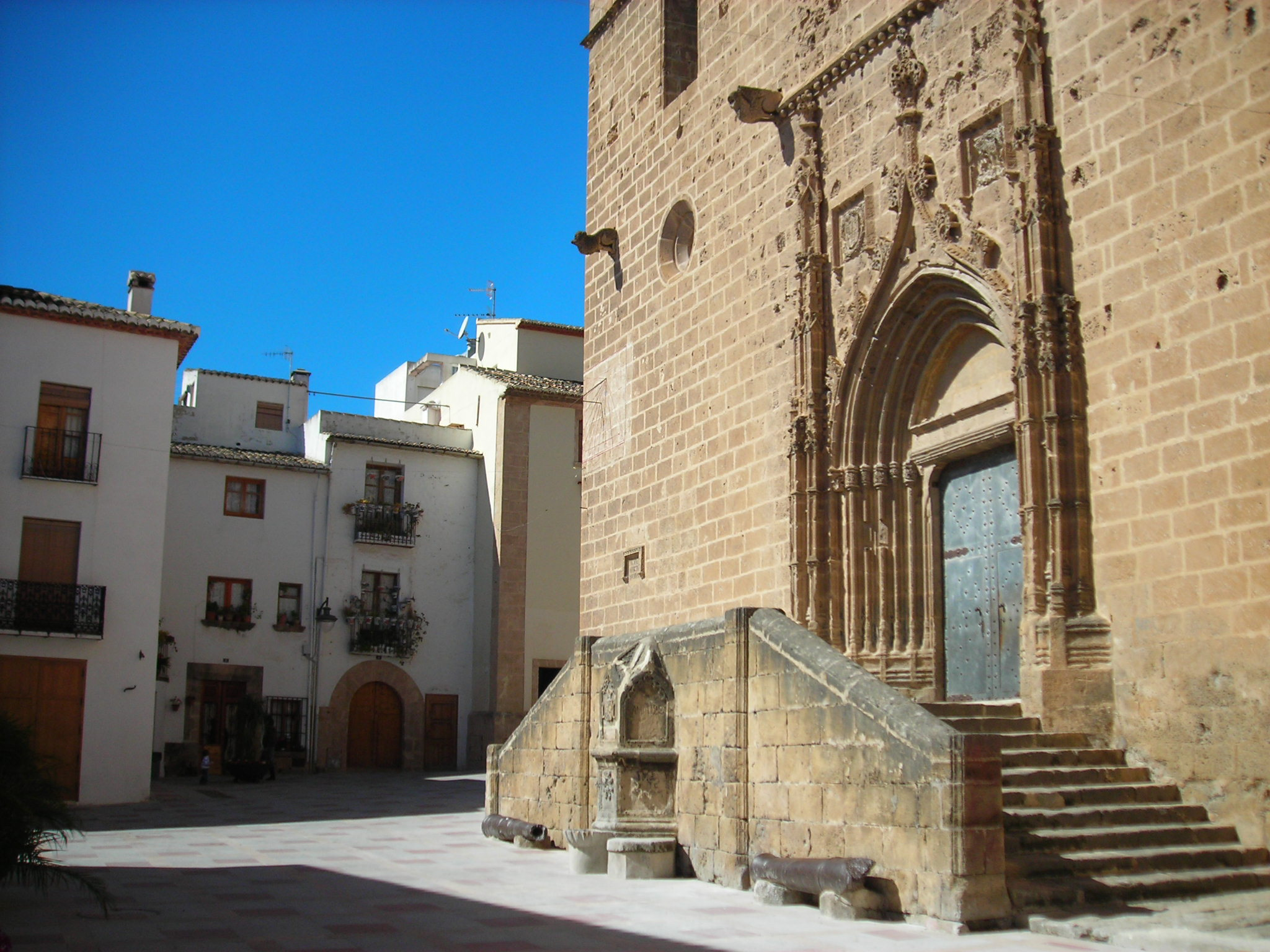
Fachada lateral da Igreja-Fortaleza de Sant Bertomeu em Xàbia (Alicante), construída toda em pedra de tufa calcária.

A tufa calcária é uma rocha calcária muito porosa.
Forma-se quando a água flui à superfície das regiões calcárias carregada de carbonato de cálcio dissolvido, ao encontrar-se com a atmosfera, ocorrendo a liberação do CO2 dissolvido (processo favorecido pela existência de vegetação), pelo que a componente calcária precipita, formando a rocha.